# Деліївська сільська рада
| Деліївська сільська рада — орган місцевого самоврядування у Галицькому районі Івано-Франківської області з адміністративним центром у с. Делієве. Історична дата утворення: в 1947 році. Сільській раді підпорядковані населені пункти: - с. Делієве — населення 473 чол.; площа 11,326 кв.км; засн. в 1401 році - с. Бишів — населення 285 чол.; площа 11,263 кв.км; |

## Склад ради
Рада складається з 12 депутатів та голови.

### Керівний склад ради
| ПІБ                       | Основні відомості                                                           | Дата обрання | Дата звільнення |
| ------------------------- | --------------------------------------------------------------------------- | ------------ | --------------- |
| Кліщ Володимир Степанович | Сільський голова, 1968 року народження, освіта, член Народного Руху України | 17.11.2010   |                 |

Примітка: таблиця складена за даними джерела